# دو یتیم (فیلم)
دو یتیم (عربی: اليتيمتين) فیلمی در ژانر درام به کارگردانی حسن الامام است که در سال ۱۹۴۹ منتشر شد. از بازیگران آن می‌توان به فاتن حمامه اشاره کرد.